# Капауку
Капауку (на языках соседей — тапиро, экари, экаги, устар. — пигмеи тапиро; самоназвание — me, букв. — люди) — папуасская этническая общность, живущая в Индонезии, в районе озера Паниани (Виссел) на Новой Гвинее. Численность примерно 140 тыс. человек. Существует деление на этнические группы, крупнейшая из них — тиги, живущие вокруг административного центра Энаротали.
Основной язык — экари или капауку, группы западно-новогвинейских нагорий центрально-новогвинейской семьи.
Отношение к религии — придерживаются традиционных верований, часть — протестанты (перфекционисты).

## Занятия
Капауку — жители горных долин, основным занятием является примитивное ручное земледелие (бананы, сахарный тростник, огородные культуры, а с недавнего времени ещё и табак). Охота и собирательство имеют второстепенное значение. Разводят свиней.

## Орудия
Основные традиционные орудия — каменные топоры неолитического типа, кремнёвые резцы, костяные иглы, палки-копалки.

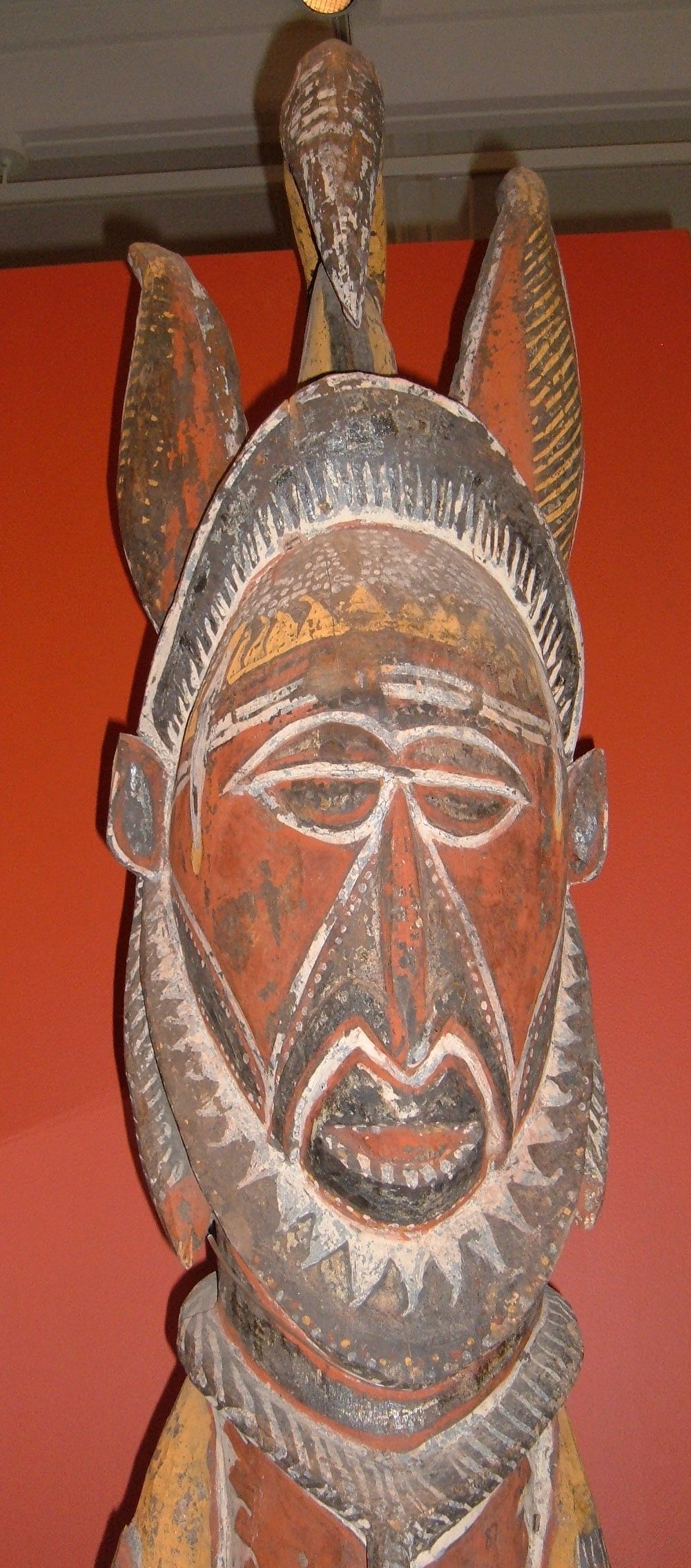
Вырезанная из дерева фигура предка.Новая Гвинея.

Оружие — лук. До середины 1950-х годов капауку не знали металла, ткачества, гончарства. Хорошо развито плетение из лубяных волокон рыболовных сетей, средств для переноса тяжестей.

## Быт
Поселение — разбросанное. Дома в основном деревянные, прямоугольные, однокамерные, с приподнятым полом. Мужчины носят только фаллокрипт из калебасы, женщины ходят обнажёнными. Основной пищей является варёные корнеплоды и клубнеплоды, свинина только по праздникам.

## Общество
Капауку делятся на тотемные патрилинейные роды. Брак патрилокальный, полигинный. Несколько общин образуют конфедерации, которые в прошлом вели частые междоусобные войны. Лидерство неформальное, как правило определяется богатством (количеством свиней) и ораторскими способностями.

## Папуасская мифология
Папуасская мифология — мифологические представления папуасов — коренного населения острова Новая Гвинея и ряда близлежащих островов и архипелагов Меланезии. К папуасам относят несколько сотен отдельных этнических сообществ, которые отличаются значительной языковой отделённостью. Папуасская мифология представляет собой конгломерат самостоятельных и относительно замкнутых локальных (племенных, родовых) систем (как целое она воссоздается лишь путём специального историко-типологического анализа). В то же время локальные мифологические системы обнаруживают общность. Соответственно папуасская мифология, равно как и мифологии других народов Океании, может рассматриваться как региональный вариант одной из ранних стадий развития мифологии.

## Фольклор
В недрах папуасской мифологии, во взаимодействии с ней формируется ряд фольклорных прозаических и песенных жанров, которые совсем не отделимы, или они только начинают отделяться из синкретического единства. Такие мифологические эпические песни о героях, сказки, которые сохраняют характер «достоверных» мифов, «исторические» пересказы, а также разного типа песни. Папуасский фольклор в его единстве с мифологией включает ряд сюжетов и мотивов, которые в типологической и историко-типологической перспективе можно сравнить с сюжетами и мотивами, которые составляют классический фонд мировой мифологии и фольклора: в частности, у папуасов есть собственные варианты сюжетов про Орфея, Одиссея. (Громыко, 1986)